# Christo Smirnenski
Christo Smirnenski, właśc. Christo Izmirliew (bułg. Христо Смирненски, Христо Измирлиев; ur. 17 września 1898, Kukusz, zm. 18 czerwca 1923, Sofia) – bułgarski poeta proletariacki, pisarz i satyryk.
Christo Smirnenski urodził się w mieście Kilkis (bułg. Kukusz). Gdy podczas wojen bałkańskich Kilkis został spalony i zniszczony, przeniósł się wraz z rodziną do Sofii. Zaczął pisać już w latach gimnazjalnych, tworząc początkowo utwory satyryczne i humorystyczne. Zadebiutował w 1915 r. humorystycznym dialogiem, opublikowanym na łamach pisma K'wo da e. W Sofii uczęszczał początkowo do szkoły technicznej, później rozpoczął naukę w szkole oficerskiej. Po buncie oficerów we Władai w 1918, w którego tłumieniu uczestniczył jako młody elew, zrezygnował z kariery wojskowej i zwrócił się ku dziennikarstwu i pisarstwu. Współpracował jako dziennikarz i reporter m.in. z pismami Chudożestwena sedmica, Rabotniczeski westnik, Smjach i syłzi, Czerwen smjach. W latach 1921–1922 redagował satyryczne czasopismo Byłgaran, później także Maskarad (1922–1923). Zmarł na gruźlicę w 1923 r.
Smirnenski jest autorem licznych utworów satyrycznych, publikowanych na łamach prasy. Od 1920 r., kiedy ukazał się jego pierwszy wiersz rewolucyjny (Pyrwi maj), Smirnenski pisał także poezję zaangażowaną, wyrażającą bunt przeciwko niełatwej rzeczywistości, potrzebę zmian oraz rewolucyjną i młodzieńczą gotowość do przekształcania świata. Na łamach czasopism publikował również felietony wierszem i prozą. Do najbardziej znanych utworów prozatorskich Smirnenskiego należy Opowieść o schodach, przedstawiająca w metaforyczny sposób duchową drogę robotnika: będąc początkowo biednym przywódcą rewolucyjnych przemian, staje się on po jakimś czasie podobny tym, z którymi walczył.
W przekładzie na język polski ukazał się wybór wierszy Smirnenskiego, opublikowany w tomie Bracia Gawrosza i inne wiersze w opracowaniu Jana Śpiewaka, Warszawa 1966 oraz wiersze zamieszczane w antologiach poezji bułgarskiej.

## Dzieła
- 1918 – Разнокалибрени въздишки и стихове в проза
- 1922 – Да бъде ден
- 1924 – Зимни вечери (pośmiertnie)